# Otuča
Otuča är ett vattendrag i Kroatien. Det ligger i den södra delen av landet, 160 km söder om huvudstaden Zagreb.